# Каледония
Каледония (на латински: Caledonia) е латинското наименование, дадено от древните римляни на това, което е днес Шотландия, в тяхната провинция Британия. Най-вероятно черпи името си от племето каледони.
По време на Римската империя с това наименование са обозначавани земите на север от Антониновия вал (днешна Шотландия).
В старата английска литература са обозначавани с това име шотландските земи. Днес мнозинството от съвременните британски поети продължават да използват в повечето си стихосбирки името Каледония, когато се отнасят към Шотландия.